# Peter Llewelyn Roberts

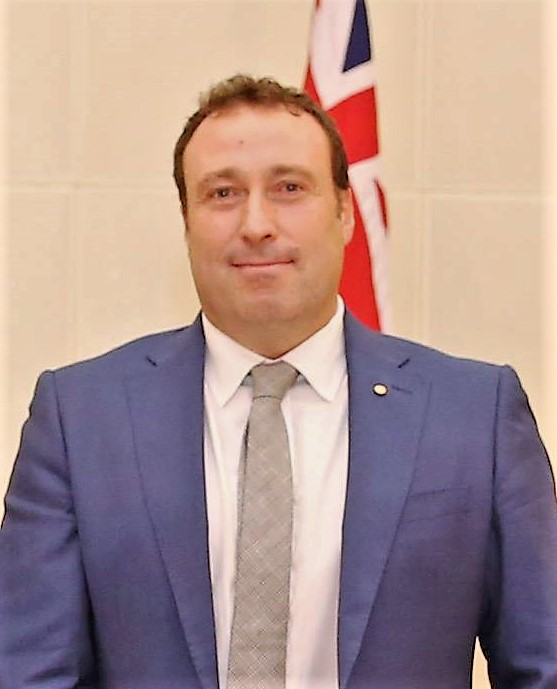
Peter Llewelyn Roberts (2018)

Peter Llewelyn Roberts ist ein australischer Diplomat.

## Werdegang
Bis 2018 war Roberts Assistant Secretary der North Asia Goods Branch im Außen- und Handelsministerium. Davor war er Chefunterhändler beim Japanisch-Australischen Freihandelsabkommen, beim Chinesisch-Australischen Freihandelsabkommen und beim Koreanisch-Australischen Freihandelsabkommen. Außerdem war Roberts Direktor der Abteilung Japan des Außen- und Handelsministeriums und arbeitete als politischer Berater in der australischen Botschaft in Tokio, als Second Secretary in der australischen Hochkommission in Apia (Samoa) und Senior Civilian Monitor der Friedensbeobachtergruppe in Bougainville (Papua-Neuguinea).

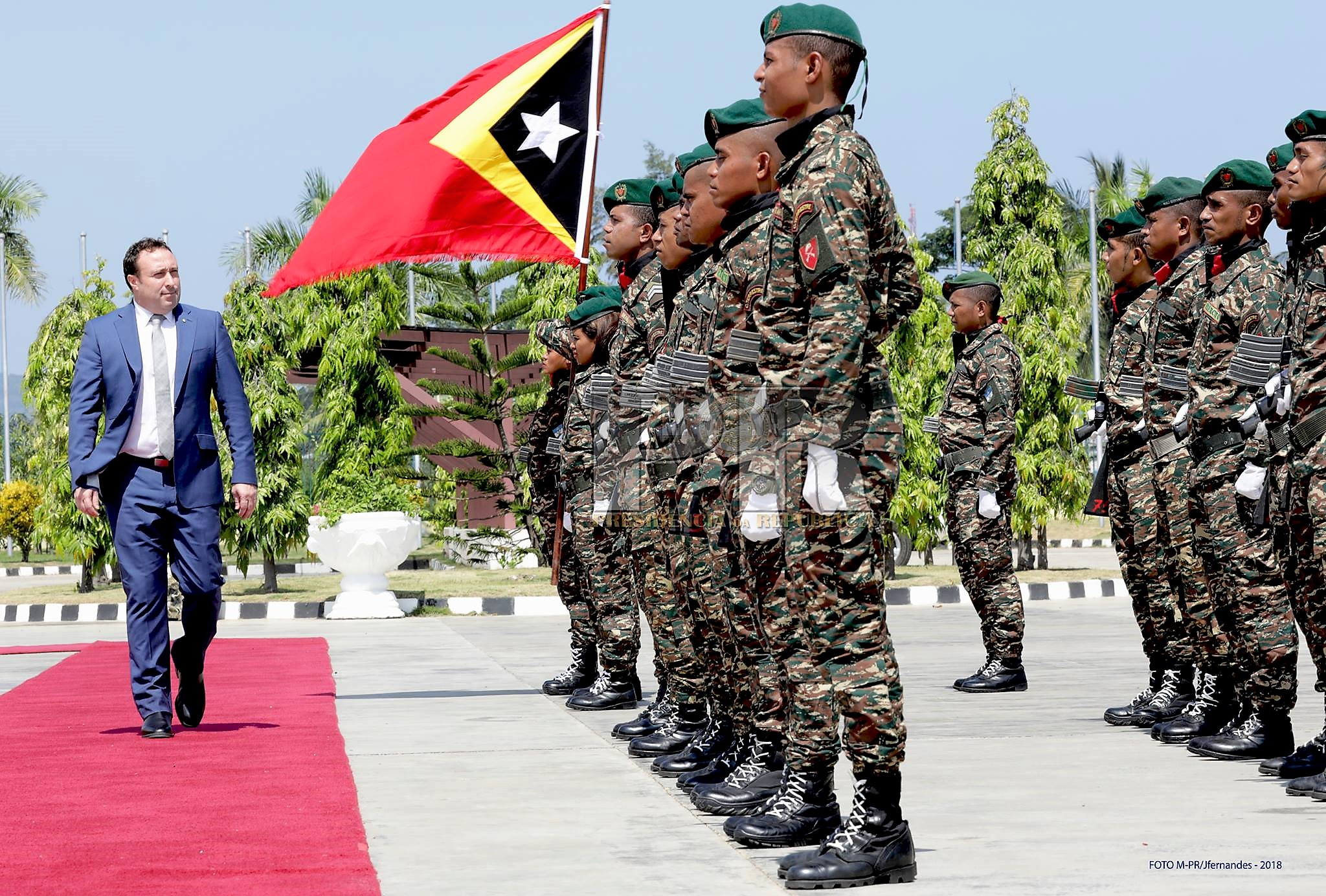
Roberts am Tag seiner Amtseinführung in Osttimor

Am 4. Januar 2018 wurde Roberts zum neuen australischen Botschafter in Osttimor ernannt. Seine Akkreditierung übergab Roberts am 22. Februar 2018. Er hatte das Amt bis 2021 inne.

## Sonstiges
Roberts hat einen Bachelortitel für Asienwissenschaften der Australian National University und der Universität Tōhoku. Außerdem erhielt er von der Australian National University einen Bachelor of Science.